# NGC 7344
NGC 7344 ist eine Spiralgalaxie vom Hubble-Typ SABab im Sternbild Aquarius auf der Ekliptik. Sie ist schätzungsweise 338 Millionen Lichtjahre von der Milchstraße entfernt und hat einen Durchmesser von etwa 150.000 Lichtjahren.
Im selben Himmelsareal befindet sich u. a. die Galaxie NGC 7351.
Das Objekt wurde am 1. Oktober 1864 von Albert Marth entdeckt.